# Tájoló csillagkép
A Tájoló (latin: Pyxis) egy csillagkép.

## Története, mitológia
A Tájoló-t Nicolas-Louis de Lacaille vezette be a 18. században és Pyxis Nautica-nak nevezte el, de ez a rév lerövidült. A csillagkép eredeti helye a régi Argo Navis (az argonauták hajója) volt.   A 19. században John Herschel csillagász az Árbóc elnevezést javasolta, de javaslatát elvetették.

## Látnivalók

### Csillagok
- α Pixidis: 3,7m-s, kékesfehér színű csillag, a hőmérséklete 20 000 K, a távolsága 470 fényév.
- β Pixidis: negyedrendű, a színe narancssárga. Nap-típusú csillag.
- γ Pixidis: 4 magnitúdós, narancssárga színű.
- κ Pyxidis: a fényrendje 4,6m, szintén narancssárga színű.

### Visszatérő nóva

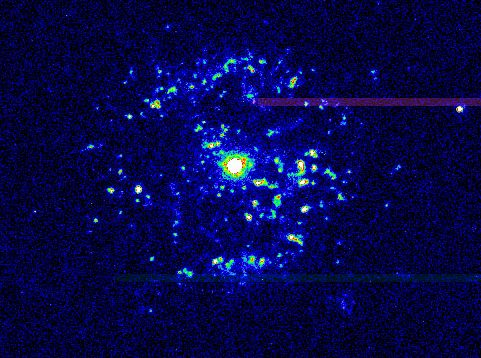
Visszatérő nóva a Tájoló csillagképben

- T Pyxidis: az ismert nóvák közül ezen észlelték a legtöbb kitörést a következő években: 1890, 1902, 1920, 1944 és 1966. Az objektum nyugalomban 14 magnitúdós, de ha fellobban, a fényrendje 6m is lehet. Legutóbbi kitörése 2011 áprilisának közepén következett be.

### Mélyégi objektumok
A Tájoló csillagkép igen közel helyezkedik el a galaktikus egyenlítő síkjához, azaz részben a Tejútban fekszik. A sűrű csillagmezőből csak a csillagkép ÉK-i része nyúlik ki. Ennek megfelelően leginkább nyílthalmazok és aszterizmusok találhatók a konstelláció területén, de akad itt egy gömbhalmaz is, mely az égbolt ezen részén ritkaságszámba megy. Néhány objektum:
- NGC 2568 nyílthalmaz
- Cr 196 és Cr 198 nyílthalmazpár
- NGC 2635 nyílthalmaz
- Slotegraaf 20 aszterizmus
- Slotegraaf 21 aszterizmus
- Streicher 50 aszterizmus
- Ruprecht 74 nyílthalmaz
- Ruprecht 68 nyílthalmaz
- NGC 2818 planetáris köd
- Pyxis-Cluster újonnan felfedezett gömbhalmaz
- NGC 2613 egy fényes galaxis

## Fordítás
- Ez a szócikk részben vagy egészben  a   Pyxis című angol Wikipédia-szócikk fordításán alapul.  Az eredeti cikk szerkesztőit annak laptörténete sorolja fel. Ez a jelzés csupán a megfogalmazás eredetét és a szerzői jogokat jelzi, nem szolgál a cikkben szereplő információk forrásmegjelöléseként.